# Recuerdo
Recuerdo ist ein Musikalbum von Chuck Mangione. Die am 31. Juli 1962 in den Plaza Sound Studios, New York City, entstandenen Aufnahmen erschienen 1962 auf Jazzland Records.

## Hintergrund
Nach drei Aufnahmen, bei denen er die Jazz Brothers gemeinsam mit seinem Bruder, dem Pianisten Gap Mangione geleitet hatte, nahm der Trompeter Chuck Mangione sein erstes Album unter eigenem Namen auf. Es entstand zusammen mit einer All-Star-Rhythmusgruppe (mit dem Pianisten Wynton Kelly, dem Bassisten Sam Jones und dem Schlagzeuger Louis Hayes) sowie mit dem Tenorsaxophonisten Joe Romano, am Altsaxophon in „The Little Prince“ und an der Flöte in „Recuerdo“. Bei der Session konzentrierte sich Mangione hauptsächlich auf Bebop und spielte vier Jazzstandards (darunter Charlie Parkers „Big Foot“) und drei seiner eigenen Stücke ein. Seine nächste Aufnahme als Bandleader fand erst 1970 statt. Einige Neuauflagen ergänzen das ursprüngliche LP-Programm um alternative Takes von „Solar“ und „The Little Prince“.

## Titelliste
- Chuck Mangione Quintet – Recuerdo (Jazzland AM 84)[1]

A1 Recuerdo 5:31

A2 Big Foot (Charlie Parker) 4:22

A3 I Had the Craziest Dream (Harry Warren, Mack Gordon) 6:19

A4 Solar (Miles Davis) 4:15

B1 Blues for Saandar 4:36

B2 If Ever I Would Leave You (Alan Jay Lerner, Frederick Loewe) 6:54

B3 The Little Prince 7:09
Wenn nicht anders vermerkt, stammen die Kompositionen von Chuck Mangione.

## Rezeption
Scott Yanow verlieh dem Album in Allmusic vier Sterne und schrieb, Mangione habe sich, obwohl er damals erst 21 Jahre alt war, gut mit der illustren Rhythmusgruppe gemessen und damit begonnen, seine eigene musikalische Persönlichkeit zu entwickeln.
Nach Ansicht von Gene Lees, der die Liner Notes schrieb, erschien ihm Recuerdo als eine bemerkenswert getreue Hommage an das Dizzy Gillespie Quintett dieser Zeit. Er habe jedoch festgestellt, dass es nicht als solches gedacht war.